# Mondrainville
Mondrainville település Franciaországban, Calvados megyében. Lakosainak száma 584 fő (2022. január 1.). Mondrainville Baron-sur-Odon, Gavrus, Grainville-sur-Odon, Mouen, Tourville-sur-Odon és Thue et Mue községekkel határos.

## Népesség
A település népességének változása:
| Lakosok száma | 120  | 228  | 315  | 448  | 501  | 502  | 521  | 545  | 558  | 584  |
|               | 1968 | 1982 | 1990 | 2006 | 2013 | 2015 | 2017 | 2019 | 2020 | 2022 |